# Stefan Žeromski
Stefan Żeromski (Strawczyn, 14. kolovoza 1864. – Varšava, 20. studenog 1925.), poljski književnik. 
Pisao je romane, dramska djela, pripovijesti. Zbog svojih rodoljubivih raspoloženja bio je 1888. zatvoren od ruskih carističkih vlasti. Bio je jedno vrijeme duhovni vođa omladine; kritika ga je nazivala "nezasićenim srcem" i "savješću naših dana". Dao je majstorske opise poljskih krajolika. Prozna su mu djela prožeta lirskim pasažima koji ponekad nalikuju na pjesme u prozi.

## Djela
- Popioły
- Ludzie bezdomni
- Dzieje grzechu
- Uroda życia
- Walka z szatanem